# Resolutie 1564 Veiligheidsraad Verenigde Naties
Resolutie 1564 van de Veiligheidsraad van de Verenigde Naties werd op 18 september 2004 aangenomen door de VN-Veiligheidsraad. Elf leden stemden voor en vier, Algerije, China, Pakistan en Rusland, onthielden zich. De resolutie richtte een internationale onderzoekscommissie op naar de mensenrechtenschendingen in de Soedanese regio Darfur.

## Achtergrond
Al in de jaren 1950 was zwarte zuiden van Soedan in opstand gekomen tegen het overheersende Arabische noorden. De vondst van aardolie in het zuiden maakte het conflict er enkel maar moeilijker op. In 2002 kwam er een staakt-het-vuren en werden afspraken gemaakt over de verdeling van de olie-inkomsten. Verschillende rebellengroepen waren hiermee niet tevreden en in 2003 ontstond het conflict in Darfur tussen deze rebellen en de door de regering gesteunde Janjaweed-milities. Die laatsten gingen over tot etnische zuiveringen en in de volgende jaren werden in Darfur grove mensenrechtenschendingen gepleegd waardoor miljoenen mensen op de vlucht sloegen.

## Inhoud

### Waarnemingen
Volgens het rapport van de secretaris-generaal was er vooruitgang in de humanitaire toegang maar had Soedan niet volledig voldaan aan de toezeggingen onder resolutie 1556. Zo was er geen vooruitgang in het beschermen van de bevolking en het ontwapenen van de Janjaweed-milities. Het rapport beval voorts aan
dat de missie van de Afrikaanse Unie in Darfur gevoelig werd uitgebreid. De voorzitter van de Afrikaanse Unie vroeg hiervoor internationale steun.

### Handelingen
De Veiligheidsraad betreurde schendingen van het staakt-het-vuren als helikopteraanvallen door het leger en aanvallen door de Janjaweed. De Afrikaanse Unie wilde haar waarnemingsmissie in Darfur versterken en bij de lidstaten werd aangedrongen op materiële steun hieraan.
Soedan en de rebellen werden opgeroepen samen met de Afrikaanse Unie te werken aan een politieke oplossing en een vredesakkoord. Ook moesten alle vluchtelingen veilig naar hun huizen kunnen terugkeren. Soedan werd verder opgeroepen de straffeloosheid te beëindigen en mensenrechtenschenders uit het leger en de Janjaweed te berechten. De Raad eiste voorts dat Soedan namen van ontwapende en gearresteerde Janjaweed ter verificatie overmaakte aan de AU-missie.
De secretaris-generaal werd gevraagd een internationale onderzoekscommissie op te richten om rapporten over schendingen van het internationaal recht en de mensenrechten in Darfur door alle partijen te onderzoeken en de schenders te identificeren.
De lidstaten werden voorts opgeroepen vrijgevig bij te dragen aan de humanitaire hulp. Ten slotte verklaarde de Raad bijkomende maatregelen te zullen nemen tegen Soedan — bijvoorbeeld tegen diens olie-industrie — als het land niet inging op de gestelde eisen. De secretaris-generaal werd gevraagd over dat laatste te rapporteren.

## Verwante resoluties
- Resolutie 1547 Veiligheidsraad Verenigde Naties
- Resolutie 1556 Veiligheidsraad Verenigde Naties
- Resolutie 1574 Veiligheidsraad Verenigde Naties
- Resolutie 1585 Veiligheidsraad Verenigde Naties (2005)

Lijst ·  1522 ·  1523 ·  1524 ·  1525 ·  1526 ·  1527 ·  1528 ·  1529 ·  1530 ·  1531 ·  1532 ·  1533 ·  1534 ·  1535 ·  1536 ·  1537 ·  1538 ·  1539 ·  1540 ·  1541 ·  1542 ·  1543 ·  1544 ·  1545 ·  1546 ·  1547 ·  1548 ·  1549 ·  1550 ·  1551 ·  1552 ·  1553 ·  1554 ·  1555 ·  1556 ·  1557 ·  1558 ·  1559 ·  1560 ·  1561 ·  1562 ·  1563 ·  1564 ·  1565 ·  1566 ·  1567 ·  1568 ·  1569 ·  1570 ·  1571 ·  1572 ·  1573 ·  1574 ·  1575 ·  1576 ·  1577 ·  1578 ·  1579 ·  1580